# Angewandte Chemie
Angewandte Chemie та Angewandte Chemie International Edition, скорочено Angew. Chem. або Angew. Chem. Int. Ed. — щотижневий рецензований науковий хімічний журнал. Перший номер вийшов у 1887 році. Angewandte Chemie є журналом Товариства німецьких хіміків (Gesellschaft Deutscher Chemiker) і видається Wiley-VCH Verlag .
Імпакт-фактор у 2020 році склав 15,336. Згідно зі статистичними даними ISI Web of Knowledge, цей імпакт-фактор ставить журнал на 15 місце зі 177 журналів у категорії Міждисциплінарна хімія.   Вартість річної передплати для бібліотек Європи становить 6508 євро за друковане або електронне видання. Комбінована підписка на обидва видання коштує 7485 євро (станом на 2013 рік).

## Історія
У 1887 році був заснований Zeitschrift für die chemische Industrie, який через рік був перейменований в Zeitschrift für angewandte Chemie. Він був адаптований до потреб практичних хіміків і крім наукових статей також містив звіти про новини хімічної промисловості в Німеччині та за кордоном, аналіз цін на акції, баланси, зміни цін та звіти про імпорт та експорт. З 1922 по 1933 рік редактором журналу був Артур Бінц. У 1932 році журнал перейменовано на Angewandte Chemie З 1934 року в Angewandte Chemie багато місця приділялося ідеології націонал-соціалізму, і журнал перетворився на форум «нестерпної нацистської пропаганди». У 1942 році журнал був перейменований на Die Chemie, випуск його припинено у 1945 році, та з 1947 року почав знову видаватись Товариством німецьких хіміків під назвою Angewandte Chemie.
Після возз'єднання Німеччини журнал асоціації хіміків НДР Zeitschrift für Chemie був інтегрований у  Angewandte Chemie. Статті, опубліковані в журналі, стосуються всіх галузей хімії. Окрім наукових статей та повідомлень, журнал також містить новини, есе, огляди літератури та рецензії на книги .
Головний редактор Angewandte з жовтня 2017 року Невілл Комптон. Він змінив на цій посаді Пітера Геліца, який працював редактором 35 років. У 2007 році редакція отримала Інституційну премію з німецької мови за подальший розвиток німецької мови як академічної.

## Історія видання та мови публікацій
- 1887 Zeitschrift für die chemische Industrie (німецька).
- 1888: Zeitschrift für angewandte Chemie (німецька).
- 1932: Angewandte Chemie (німецька).
- 1942: Die Chemie (німецька).
- 1947 – 10 вересня 1997: Angewandte Chemie (Німецька, німецькі переклади статей, поданих англійською мовою, ISSN 0044-8249, CODEN ANCEAD).
- січень 1962 – 3 червня 1997: Angewandte Chemie International Edition in English (ISSN 0570-0833, CODEN ACIEAY, англійська, англійські переклади статей, поданих німецькою мовою).
- з 1 жовтня 1998: Angewandte Chemie (deutsch) або з 3 липня 1998 р. (англійською мовою, англійські статті публікуватимуться також німецькою мовою, якщо автор сам надасть переклад).
- з 3 липня 1998: Angewandte Chemie International Edition (ISSN 1433-7851, CODEN ACIEF5, англійська)

Angewandte Chemie містить узгодження з міжнародним виданням і навпаки.